# 梅赫丁茨縣
梅赫丁茨縣是羅馬尼亞西南部的一個縣，南隔多瑙河界保加利亞，西南界塞爾維亞。面積4,933 平方公里，人口306,732（2002年）。首府德羅貝塔-塞維林堡。
下設2市、3镇、61鄉。